# Cassytha phaeolasia
Cassytha phaeolasia är en lagerväxtart som beskrevs av Ferdinand von Mueller. Cassytha phaeolasia ingår i släktet Cassytha och familjen lagerväxter. Inga underarter finns listade i Catalogue of Life.